# 放射線医学総合研究所
放射線医学総合研究所（ほうしゃせんいがくそうごうけんきゅうしょ、英: National Institute of Radiological Sciences、略称:NIRS）は、1957年（昭和32年）に発足した放射線医学に関する総合研究所。初代所長は東京慈恵会医科大学の樋口助弘教授。国立研究開発法人量子科学技術研究開発機構に法人格は引き継がれている。
発足当時は科学技術庁所管の国立研究所。平成13年に、文部科学省所管の独立行政法人に改組され、平成28年に日本原子力研究開発機構の一部と合併し、量子科学技術研究開発機構となり、研究所はその一部門として名前が残っていた。平成31年、量子科学技術研究機構量子医学・医療部門の一部門の名になった後、令和3年、量子科学技術研究開発機構量子生命・医学部門内で緊急被ばく医療センターと合わせて再編され、がんの放射線治療や核医学診断などの研究を行う「量子医科学研究所」と緊急被ばく医療や放射線の影響の研究を行う「放射線医学研究所」に再編された。

## 目的
今はQST病院となった病院部門を有していたがあくまで医学研究機関であり、医療機関ではなかった。そのため所管は厚生労働省ではなく文部科学省となっていた。
放射線の生体影響と放射線障害の診断･治療、社会的対策、放射線や同位元素を用いた疾病の治療と診断などについての研究を行っていた。

## 年譜
- 1957年（昭和32年） - 科学技術庁の附属機関として放射線医学総合研究所が設立される。ビキニ事件を受けて設置された日本学術会議の「放射線影響調査特別委員会」の勧告に基づく[1]。
- 1971年（昭和46年） - 千葉県内にある造船所において、非破壊検査に用いる放射線源の紛失事案が発生。それを偶然拾い持ち帰った男性、およびその友人ら6人が入院。
- 1999年（平成11年） - 茨城県那珂郡東海村のJCO東海事務所・転換試験棟で起きた東海村JCO臨界事故で被曝した作業員3人が、ヘリコプターで救急搬送され入院。

- 2001年（平成13年） - 独立行政法人化
- 2006年（平成18年）
  - 国際原子力機関の協力センターに認定[広報 1]
  - 同研究所内重粒子医科学センターで実施している重粒子線治療の登録患者数が治療開始以来延べ3000人を突破
- 2007年（平成19年） - 同研究所内重粒子医科学センター病院で、電子カルテシステムに「手のひら静脈生体認証装置」を導入
- 2011年（平成23年）
  - 福島第一原子力発電所事故で、福島第一原子力発電所3号炉の復旧作業に従事していた作業員3名が、福島県立医科大学附属病院より搬送され、収容される（関電工社員2名、下請会社作業員1名）
福島県の依頼により、同事故により飛散した放射能による健康被害が懸念される福島県内住民の被曝調査が、当所および日本原子力研究開発機構で6 - 8月にかけて行われた[2][広報 2][広報 3]。
  - 新治療施設および重粒子線治療システムがグッドデザイン金賞を受賞（東芝、日本設計との連名による受賞）[3]。
- 2015年（平成27年）
  - 4月 - 「独立行政法人放射線医学総合研究所」から「国立研究開発法人放射線医学総合研究所」に名称変更。
  - 8月26日 - 原子力災害時の被曝医療の中心になる「高度被ばく医療支援センター」に指定[4]。
- 2016年（平成28年）4月 - 国立研究開発法人放射線医学総合研究所は日本原子力研究開発機構の一部の研究所を統合し国立研究開発法人量子科学技術研究開発機構に名称変更、放射線医学研究開発部門は引き続き放射線医学総合研究所の名を使用する。
- 2019年（平成31年）4月 - 組織再編が行われ、放射線医学研究開発部門は量子医学・医療部門となり、放射線医学総合研究所の名はその一部をさすものとなる。
- 2021年（令和3年）4月 - 再び組織再編が行われ、量子科学技術研究開発機構量子生命・医学部門内で放射線医学総合研究所は緊急被ばく医療センターと統合され、放射線医学研究所と量子医科学研究所、量子生命科学研究所に再編された。

## 重粒子線がん治療のメリットと可能性
2007年当時、実際に治療を行っている重粒子線がん治療施設は、世界に3か所（放射線医学総合研究所内の重粒子医科学センター病院、兵庫県立粒子線医療センター、ドイツのダルムシュタットの重イオン研究所）しかなかった。その後スイス、フランス、イタリア、アメリカ、中国、韓国でも計画が進行している。2007年当時で3,200人以上が治療を受けていた放医研センター病院は、世界的にも最も進んだ重粒子線医療施設で、2020年時点で累計5,400人を超える治療が行われている。
また、世界で4番目、日本国内で3か所目の施設として、群馬大学重粒子線医学研究センターが治療を開始した。ここでは、巨大な加速器を小さくすることに成功しており、今後の重粒子線がん治療の可能性を、大きく広げるものとして注目を集めている。
放医研センター病院では、約65m×120mだった加速器を、約45m×65mと小さくすることに成功。その中に、重粒子を最高で光速の70%程度の速度まで加速する、直経約20mのシンクロトロン加速器と、3つの治療室を持つ。放医研が主体となって研究開発を進めてきた「普及小型重粒子線照射装置の技術機第1号」と位置づけられ、群馬大学では群馬県との共同事業として、2010年3月の治療開始に至る。
重粒子線がん治療は、正常な組織への放射線障害を最小限に止め、がんの部位のみを狙い撃ちができ、通常の放射線治療では治癒することが困難な「放射線抵抗性のがん」にも威力を発揮するとされている。また「切らずにがんを治す」治療法で、臓器の機能や形態が温存できることから、治療成績の向上のみでなく、患者の治療後の社会復帰や、QOL(クオリティ・オブ・ライフ)の向上も期待できる治療法である。
放医研での重粒子線治療の治療成績は、5年生存率で見ると、前立腺がん＝約95%、手術不能Ⅰ期肺がん＝約70%、頭頸部悪性黒色腫＝約50%、体幹部・進行骨肉腫＝約50%、再発進行肝がん＝約50%、Ⅲ-Ⅳ期進行子宮頸がん＝約45%などの報告がなされている。最も治療の難しい骨肉腫では、腫瘍が消失した後に正常骨組織が再生する例もみられており、従来切除の選択肢しかなかったことを考えると、機能維持や形態維持の可能性が見込めると言える。
重粒子線がん治療は通常一度の治療につき4回の照射を1-5週に渡って行う。外科的治療と比較すると入院期間が短く苦痛が大幅に軽減されることから、肉体的負担の軽減されたがん治療法であると言える。

### 広報資料・プレスリリースなど一次資料
1. ↑  放医研､IAEAの協力センターに認定される Archived 2012年4月20日, at the Wayback Machine.
2. ↑  福島県 県民健康管理調査検討委 Archived 2011年9月1日, at the Wayback Machine.
3. ↑  福島県 県民健康管理調査について Archived 2011年9月11日, at the Wayback Machine.